# 慈光寺 (多治見市)
慈光寺（じこうじ）は、岐阜県多治見市北小木町にある臨済宗妙心寺派の寺院。山号は小樹山。

## 歴史
慶安年間(1648～1652年)以前の創建と伝わる。
開基は、信澤恕心で、愛知県犬山市楽田の永泉寺中興の徹元を勧請開山とする。
北小木町は、愛知県犬山市との県境にある山間僻地で、多治見市中心部からの交通が不便な場所であり、住職の進退及び寺歴・歴代とも不詳である。

## 文化財

### 多治見市指定文化財
- 木造円空仏　像高38cm